# Porky amoureux
Pour plus de détails, voir Fiche technique et Distribution.
Porky amoureux (Porky's Romance) est un court métrage d'animation de la série américaine Looney Tunes réalisé par Frank Tashlin, produit par les Leon Schlesinger Productions et sorti le 3 avril 1937. Il met en vedette Porky Pig et pour la première fois, Petunia Pig. 
Porky amoureux est particulièrement importante car il s'agit du dernier dessin animé où Joe Dougherty a prêter sa voix à Porky Pig avant que Mel Blanc obtienne le contrat de travail et un contrat de crédit voix exclusif. Le bégaiement incontrôlable de Dougherty avait rendu extrêmement difficile le travaille avec les producteurs ce qui avait des répercussions dans la production du dessin animé, où Porky est en grande partie un personnage muet ou qui parle uniquement avec son visage détourné de la vue du public.